# وحدة نانت الحضرية
تشير وحدة نانت الحضرية، وفقًا للمعهد الوطني للإحصاء والدراسات الاقتصادية (Insee)، إلى جميع البلديات التي تتمتع باستمرارية البناء حول مدينة نانت. تجمع هذه الوحدة الحضرية، أو التجمع السكاني بالمعنى العام، 677,080 نسمة في 22 بلدية على مساحة تبلغ 498.6 كيلومتر مربع. تُعد هذه الوحدة ثامن أكبر تجمع سكاني من حيث عدد السكان في فرنسا.